# Steam Powered Giraffe
Steam Powered Giraffe (SPG) ist ein Amerikanisches Steampunk Musical-Komödien Projekt, das 2008 in San Diego gegründet wurde und sich selbst als ein "musikalischer Akt, der Roboter-Pantomime, Puppenspiel, Ballett, Komödie, Projektionen und Musik verbindet.
Gegründet und geleitet von den Zwillingen David Michael Bennett und Isabella „Bunny“ Benett vereint die Handlung Musik und Improvisationstheater auf der Bühne, obwohl sich ihre Studioarbeiten fast ausschließlich auf Musik konzentrieren.
Steam Powered Giraffe hat ihre eigene fiktionale Mythologie, wobei die Mitglieder Charaktere sowohl auf der Bühne als auch auf den Aufnahmen porträtieren; ihr fiktionnales Universum wurde durch mehrere Comic-Bücher erforscht, die hauptsächlich von Isabella Benett geschrieben und gezeichnet wurden. Obwohl die Band mehrere Besetzungswechsel erfuhr, konzentriert sich immer in erster Linie auf drei Robotercharaktere (gespielt von den Geschwistern Benett und einem dritten Darsteller, obwohl die ursprüngliche Besetzung aus vier Robotern bestand), wobei mehrere „Menschen“ assistieren und auf der Bühne Komödie, Musik und Tanz aufführen, und mehrere kleinere Roboter per Puppenspiel oder Sprechgesang agieren. Bis heute haben sie fünf Studioalben, zwei Live-Alben und mehrere Live-Konzertfilme veröffentlicht, den Soundtrack für das Videospiel SteamWorld Heist von 2015 geliefert und eine offizielle Single für das Videospiel Battleborn von 2016 herausgebracht haben.

## Karriere

### 2008–2011: Gründung und frühe Karriere
Die Mitglieder von Steam Powered Giraffe trafen sich während Theatre Arts am Grossmont College. Danach wurden sie Mitglieder einer lokalen Pantomimengruppe namens Troupe SD in San Diego. Der Pantomime Jerry „Kazoo“ Hager unterrichtete Jonathan Sprague, Erin Burke und die Bennett Zwillinge in Pantomime, Theater, Musik und visuelle Gestaltung. Sie begannen im Januar 2008 als skurrile Roboterfiguren auf der Straße im Balboa Park in Kalifornien. Für ihren ersten öffentlichen Auftritt nannten sie sich Steam Powered Giraffe Presents: Peoplebots. Noch im gleichen Monat änderten sie ihren Namen in Steam Powered Giraffe. 2011 verließ Erin Burke die Gruppe, um eine Schauspielkarriere anzustreben.
Seit ihrer Gründung trat die Band unter anderem auf der San Diego Country Fair, im San Diego Zoo, im Legoland Kalifornien, in den Ontario Mills, in Downtown Disney und auf zahlreichen Science-Fiction-, Fantasy-, Anime- und Steampunk Kongressen auf.
Im Oktober 2009 veröffentlichte die Band ihr erstes Album, Album One. Die Single „On top of the Universe“ erschien im Mai 2009. Anfang 2011 veröffentlichte die Band die Single „Honeybee“ und kündigte an, dass sie auf einem kommenden zweiten Album erscheinen würde. Ende 2011 kündigte die Band die Veröffentlichung eines Live-Albums mit dem Titel Live at the Globe of Yesterday's Tomorrow an.

### 2012–2013: Die 2¢ Show und MK III
Ihr zweites Studioalbum mit dem Titel The 2¢ Show erschien im Mai 2012. In diesem Jahr wurden sie auf der A-Liste von San Diego zum besten Live-Comedy-Act (und zum Zweitplatzierten für die beste Familienunterhaltung) gewählt.
Neben ihren musikalischen Unternehmungen veröffentlichte die Band einen Webcomic und hat ein Kartenspiel basierend auf Charakteren aus ihrer Hintergrundgeschichte produziert. Im April 2012 veröffentlichten sie eine DVD mit dem Titel Steam Powered Giraffe: The DVD (and the Quest for the Eternal Harp of Golden Dreams).
Am 24. September 2012 kündigte die Band auf ihrer Tumblr-Seite an, dass Jon Sprague nicht mehr Teil der Gruppe sein werde. Am 1. Oktober wurde bekannt gegeben, dass Sam Luke, der damalige Schlagzeuger der Band, der neue Roboter „Hatchworth“ der Band werden würde. Am 2. November 2012 gab Hatchworth sein Bühnendebüt mit SPG im Youmacon in Detroit, Michigan mit Interim-Schlagzeuger Mike Buxmaum (von A City Serene). Später wurde Matthew Smith zum neuen Schlagzeuger von SPG.
Während dieser Zeit führte SPG auch die Charaktere der Walter Girls in ihre Shows ein. Die Girls begannen mit der Besetzung der Merchandise-Tische der Band bei Auftritten, haben aber begonnen, sich in die SPG Bühnenshow und Hintergrundgeschichte einzumischen. Als „blue matter engineers“ bezeichnet, sind die porzellanweiss gehäuteten und blauhaarigen Walter Girls (heute Walter Workers) im Wesentlichen die Hausmeister des Roboters auf der Bühne.
Im Juni 2013 veröffentlichte SPG ein Cover von Rihanna´s Diamonds", im Wesentlichen eine Solo-Performance von The Spine. Das begleitende YouTube-Video führte einen neuen Charakter in den SPG-Kanon ein, eine robotische Giraffenpuppe namens GG (gesungen von Bunny Bennett). Im Juni erschien GG erneut, als die Band das komödiante Video "Walter Robotics Rap" auf YouTube veröffentlichte. August 2013 gab Steam Powered Giraffe den Titel ihres dritten Albums, MK III, bekannt. Das Album wurde am 3. Dezember veröffentlicht. Im September des gleichen Jahres veröffentlichte die Band ein Cover von Icona Pop´s "I love it" auf ihrem YouTube-Kanal.

### 2014–2016: Der Vizequadrant und die Quintessenz
Am 18. März 2014 wurde bekannt gegeben, dass Michael Reed und Matt Smith nicht mehr als Mitglieder der Steam Powered Giraffe auftreten werden. Die Bennett-Zwillinge erklärten, dass die Gründe für ihren Weggang darin bestanden, sich mehr auf die theatralischen Elemente der Nummer zu konzentrieren und die Kosten für die Tournee zu senken. Sie haben in den letzten Jahren in ihrem Podcast The Bennettarium auch erklärt, dass Michael Reed seine vertraglich vereinbarte Arbeit an ihrem MK III-Album vernachlässigt habe, wobei er in den letzten Wochen der Produktion alle Arbeit nachholen musste.
Anfang 2014 begann Isabella Bennett, den Charakter Rabbit von männlich auf weiblich umzustellen, zeitgleich mit ihrem eigenen Status als Transgender-Frau. Am 22. Januar 2016 änderte sie rechtlich ihren Namen in Isabella Bennett.
In der Zwischenzeit sind weitere Videos gefolgt. Im Mai 2014 veröffentlichten sie ihr drittes Cover, eine überwiegend akustische Version von Daft Punks „Harder, Better, Faster, Stronger“. Das Video markierte den ersten „offiziellen“ Auftritt der weiblichen Version von Rabbit in der breiten Öffentlichkeit (obwohl die Band zuvor einige Termine gespielt hatte und einige Fotos und rohes Publikumsmaterial zu sehen waren). Die Band folgte dann mit zwei neuen Videos: „Fancy Shoes“ im Juni und „I'll Rust With You“ im Juli, wobei letzteres Live-Material enthält, das bei Anime Midwest (Anime-Convention) in Rosemont, Illinois, aufgenommen wurde.
Im September 2014 gab Steam Powered Giraffe ihren ersten internationalen Auftritt bei der Grand Canadian Steampunk Exposition in Niagara-on-the-Lake, Ontario. Für die Exposition 2015 kehrten sie zurück, um eine Kollaborationsshow mit Professor Elemental zu machen.
Am 1. September 2015 veröffentlichte SPG „The Vice Quadrant: A Space Opera“, ein 2-Disc-Space-Opera-Konzeptalbum mit 28 Titeln, obwohl es bei iTunes als zwei separate Alben zum Download angeboten wurde. Die Veröffentlichung folgte auf eine Reihe von Videoveröffentlichungen, um das Werk zu promoten. Dies markierte die erste aufgenommene Arbeit der Band mit Rabbit, der als Frau auftrat, sowie das erste komplette Album, das ausschließlich als Trio aufgenommen wurde. Das Album enthielt einen Auftritt von Professor Elemental sowie den Gesang von Walter Worker Chelsea Penyak.
Im Dezember 2015 veröffentlichte der Videospielentwickler Image & Form das Spiel SteamWorld Heist für den Nintendo 3DS und veröffentlichte es später im Jahr 2016 auf anderen Plattformen. Der Soundtrack des Spiels wurde von SPG komponiert und aufgenommen, und sie erscheinen im Spiel.
Das Videospiel Battleborn von Gearbox Software erschien am 3. Mai 2016 und enthielt einen freischaltbaren Titelsong, der von Steam Powered Giraffe für den Charakter von Montana erstellt wurde; am selben Tag wurde er auf digitalen Plattformen als Single veröffentlicht.
Am 20. Juni 2016 kündigten Steam Powered Giraffe auf ihrer Website an, dass ihr fünftes Studioalbum „Quintessential“ vorbestellt werden kann. Dem Artikel zufolge würde beim Kauf der CD eine kostenlos herunterladbare digitale Kopie des zwölf Tracks umfassenden Albums enthalten sein.

### 2016–2019: Neues Mitglied
Am 19. Dezember 2016 gab die Band in den sozialen Medien bekannt, dass Samuel Luke die Gruppe verlassen würde, um sich mehr auf seine unabhängige Arbeit als Künstler und Musiker zu konzentrieren. Er gab dann bekannt, dass er sofort durch Bryan Barbarin und seinen Charakter Zero ersetzt werden würde.
Am nächsten Tag kamen die Bennetts, Sam und Bryan in David und Isabellas neuem Podcast, The Bennettarium, zusammen, um unter anderem den Roboterwechsel zu besprechen. Die erste Live-Show von Zero fand am 18. Februar 2017 im The Center Theater im California Center for the Arts in Escondido, Kalifornien, statt.
Am 12. März 2017 wurde nach ihrem Auftritt bei „The Bennettarium“ bestätigt, dass die ursprüngliche Version des Album One von 2009, die einen Song und einige Vocals des ehemaligen Bandmitglieds Erin Burke enthält, wiederveröffentlicht wird. Sowohl die Version von 2009 als auch die von 2011 existieren nun nebeneinander.
Am 20. Juli 2017 spielte die Band eine Show während der San Diego Comic Con, bei der das ehemalige Mitglied Michael Philip Reed mit auf der Bühne stand. Seit dieser Show stieß Michael bei den meisten Shows bis Februar 2020 zur Band.
Am 27. Januar 2018 feierten Steam Powered Giraffe ihr 10-jähriges Bestehen mit einem Sonderkonzert, bei dem alle Mitglieder der Bandgeschichte auftraten, darunter alle fünf ehemaligen Mitglieder: die Roboter The Jon, Upgrade und Hatchworth sowie die Menschen Michael Philip Reed und Matthew Smith. Es wurde später als Live-Konzertfilm auf Blu-Ray, DVD und digitalem Video veröffentlicht.
Am 18. April 2019 kündigte die Band die Produktion ihres nächsten Albums an, dem ersten mit Bryan und dem ersten seit MK III mit Michael Philip Reed. Sie bestätigten auch, dass sie alle drei bis vier Monate zwei neue Songs zusammen mit Musikvideos für jeden Song veröffentlichen würden.

### 2020-gegenwärtig: 1896
Am 3. März 2020 gab die Band bekannt, dass der Begleit-Musiker Michael Philip Reed die Band plötzlich verlassen hat, um ins Ausland zu ziehen. Reed hatte vor seinem Weggang einige Beiträge zu Tracks auf dem 6. Album 1896 der Band geliefert.
Am 1. Juli 2020 lud die Band zwei Re-Edits ihrer Musikvideos Shattered Stars und Latum Alterum hoch,
in denen das ehemalige Bandmitglied Michael Reed (der seit März nicht mehr in der Band war) entfernt wurde.
In den gepinnten Kommentaren dieser Videos und einem öffentlichen Post auf ihrem Patreon erklärte die Band,
dass die Bearbeitungen eine Reaktion auf Hinweise waren, die der Band von mehreren Fans in privater Form über
Michael Reeds unangemessene Interaktionen mit ihnen zugetragen wurden. In dem Statement heißt es:

„The band was lead to believe by Mike that he was just 'a nice guy with no ill intent' anytime we called him out on being overly friendly with fans, and how that could be taken by people. Little did we know that was just surface level behavior, and it ran deeper than that. We are so sorry people felt isolated in these incidences with Mike. It wasn't isolated, and plenty of people had something similar happen over the years that we are hearing now, and we are shocked and disgusted“

„Deutsch: Die Band wurde von Mike in dem Glauben gelassen, dass er nur 'ein netter Kerl ohne böse Absichten' sei, wenn wir ihn darauf ansprachen, dass er zu freundlich zu den Fans war, und wie das von den Leuten aufgefasst werden könnte. Wir wussten nicht, dass das nur ein oberflächliches Verhalten war, und dass es tiefer ging als das. Es tut uns sehr leid, dass sich die Leute durch diese Vorfälle mit Mike isoliert fühlten. Es war kein Einzelfall, und vielen Leuten ist im Laufe der Jahre etwas Ähnliches passiert, von dem wir jetzt hören, und wir sind schockiert und angewidert“

.
Die Band gibt auch an, dass Michael alles abgestritten hatte, als die Band ihn deswegen kontaktierte,
aber dass die Beweise überwältigend waren und sie nicht die Augen vor den Leuten verschließen konnten,
die sich privat über besagte Handlungen meldeten. Neben den Neubearbeitungen der Musikvideos wurden auch neue
Versionen der Songs aus diesen Musikvideos und anderer Singles aus dem kommenden 1896-Album der Band digital veröffentlicht,
wo es nur ging. Diese neuen Versionen haben Michael Reeds Gesang entfernt.
Sein Gesang ist auch für die endgültige Veröffentlichung des 1896-Albums der Band entfernt,
aber er hat Kredit für einige Instrumente und Arrangements in den Linernotes.
Am 10. Juli 2020 postete die Band öffentlich auf ihrem Patreon, dass sie nicht mehr mit ihrem Live-Show-Soundtechniker Steve Negrete zusammenarbeiten, gefolgt von einem Statement von ihm. In der Erklärung sagte Steve, dass er von der Band zurücktrete, weil er sich „während vergangener Steam Powered Giraffe-Shows mit Fans eingelassen“ habe und dass er nach dem Nachdenken im Lichte der Informationen über Michael Reed die Verantwortung für sein eigenes Handeln übernehmen müsse. Er entschuldigte sich für seine Handlungen und erklärte, dass er nicht weiter mit der Band zusammenarbeiten wird. In Bezug auf Michael Reed und Steve Negrete sagte die Band in diesem Posting: „Wir werden keine Diskussionen über die Schwere der Handlungen eines der beiden aus diesem Video herausgeschnittenen Mitglieder zulassen. Beide haben auf ihre eigene Art und Weise eine Grenze überschritten, die die Band weder jetzt noch in der Vergangenheit dulden würde.“ Das Musikvideo zum Song Shattered Stars der Band wurde mit einem weiteren Re-Edit neu hochgeladen, wobei Aufnahmen von Steve Negrete zusätzlich zu der vorherigen Entfernung von Michael Reed entfernt wurden.
Am 9. November 2020 veröffentlichte die Band ihr neuestes Album 1896, ein 2-Disc-Album mit 22 Songs, von denen 10 akustische Versionen anderer Songs auf dem Album sind. Die akustischen Tracks sind exklusiv für den Kauf des Albums und sind nicht auf Streaming-Diensten bei der Veröffentlichung.

## Bandmitglieder

### Aktuelle Besetzung
Roboter
- The Spine (David Michael Bennett) ist ein futuristischer Dieselpunk-Roboter mit einer Wirbelsäule aus Titanlegierung. Seine Haut besteht aus silberfarbenen, gelenkigen Platten und er trägt einen schwarzen Filzhut und eine Weste mit dazugehörigem roten Einstecktuch.

- Haupt- und Begleitgesang, Gitarren, Bass, Mandoline, Keyboards, Tontechniker, Produzent (seit 2008)
- Rabbit (Isabella „Bunny“ Bennett) ist ein kupferner Uhrwerkroboter mit einer Porzellan-Gesichtsplatte, der bei Shows und ihren Panels oft „Fehlfunktionen“ hat. Sie trägt ein schwarzes Kleid mit roten und schwarzen Strumpfhosen. Ihr Kostüm und ihre Haare wechseln häufig. Bunny spielt auch die Rolle von „GG The Giraffe“ als Puppenspieler und Synchronsprecher.

- Haupt- und Begleitgesang, Akkordeon, Umhängekeyboard, Megafon, Melodica, Tamburin (seit 2008)
- Zero[24] (Bryan Barbarin) ist ein Roboter im Swing-Stil mit einem goldfarbenen und grauen Gesicht. Seiner Überlieferung nach wurde der Roboter 1896 eilig aus übrig gebliebenen Roboterteilen zusammengebaut, geriet aber tief in der Werkstatt der Familie Walter in Vergessenheit, bis er 1992 wiederentdeckt wurde.

- Haupt- und Begleitgesang, Bass (seit 2016)
Menschen
Walter Worker Chelsea (Chelsea Penyak) und Walter Worker Camille (Camille Penyak) – Figuren auf der Bühne, Ballettbegleitung und Arbeiter für die Merchandising-Stände der Liveshow (seit 2014)

### Ehemalige Mitglieder
Roboter
- The Jon (Jonathan „Jon“ Sprague) war ein Goldkunst-Roboter und Teil der ursprünglichen vier Mitglieder. Er verließ die Band im Jahr 2012.

- Haupt- und Begleitgesang, Gitarre, Mandoline, Bass, Schlagzeug (2008–2012; Gast: 2018)
- Upgrade (Erin Burke) war ein silberner und rosa stilisierter Roboter und Teil der ursprünglichen vier Mitglieder. Sie verließ die Band im Jahr 2011.

- Gesang, Tamburin (2008–2012; Gast: 2018)
- Hatchworth (Sam Luke) war ein Goldkunst-Roboter, der zuvor als Mensch Schlagzeuger für die Band war, bevor er The Jon als Roboter ersetzte. Er verließ die Band im Jahr 2016.

- Haupt- und Begleitgesang, Bass, Gitarre (2012–2016; Gast: 2018)
Menschen
- Matthew Smith – Schlagzeug, Begleitgesang (2012–2014; Gast: 2018)[2]
- Michael Philip Reed – Gitarre, Banjo, Synthesizer, Ukulele, Bass, Klavier, Vocoder, Schlagzeug, Perkussion, Haupt- und Begleitgesang (2008–2014, 2017–2020)
- Brianna Clawson – Walter Worker Charakter, Merchandising (2012–2013)
- Paige Law – Walter Worker Charakter, Merchandising (2012–2014)
- Carolina Gumbayan – Walter Worker, Merchandising, Bass (2013–2014)
- Steve Negrete – Live-Show-Tontechnik, spielte auch die Charaktere von Beebop und Qwerty per Audioaufnahmen auf der Projektionsfläche (2011–2020)

## Diskografie
Studioalben
- Album One (2009) (wiederveröffentlicht 2011)
- The 2¢ Show (2012)
- MK MK III (2013)
- The Vice Quadrant: A Space Opera (2015)
- Quintessential (2016)
- 1896 (2020)

Livealben
- Live at the Globe of Yesterday's Tomorrow (2011)
- Live at the Walter Robotics Expo 2013 (2014)

Konzert-Filme
- The Quest for the Eternal Harp of Golden Dreams (2012)
- Live at Walter Robotics Expo 2013 (2014)
- Concierto Privado (2016)
- 10 Year Anniversary Show (2018)
- Live in Denver Colorado (2018)
- Live in La Jolla California (2019)

Soundtracks
- Music From SteamWorld Heist (2015)

Singles
- On Top of the Universe (2009)
- Honeybee (2011)
- Montana (2016)
- Shattered Stars (2019)
- Latum Alterum (Ya Ya Ya) (2019)
- Hot on the Trail (2019)
- Transform (2019)
- Lyin' Awake (2020)
- Eat Your Heart (2020)
- Intertwined (2020)
- Bad Days on the Horizon (2020)
- Olly and the Equinox Band (2020)

Cover
- Diamonds (Rhianna Cover, 2013)
- I Love It (Icona Pop Cover, 2013)
- Harder, Better, Faster, Stronger (Daft Punk Cover, 2014)
- Cellophane (Sia Cover, 2015)
- A Marshmallow World (Bing Crosby Cover, 2016)
- Summertime Sadness (Lana Del Rey Cover, 2021)